# Кранијални капацитет
Кранијални капацитет је мера запремине унутрашњости лобањске чахуре код кичмењака са лобањом (Craniata). Најчешће се изражава у кубним центиметрима (cm³). Ова запремина се користи као груби показатељ величине мозга и тиме потенцијалне интелигенције организма/врсте. 
Постоје, међутим, ограничења употребе овог показатеља — у неким случајевима већи кранијални капацитет се објашњава контролисањем крупнијег или сложенијег тела, или се у другим случајевима може сматрати адаптацијом за живот у хладнијој животној средини.
Величине кранијалних капацитета појединих мајмуна Старог света:
- орангутан, 275—500 ³
- шимпанза, 275—500 ³
- горила, 340—752 cm³
- неандерталац, 1200—1700 ³
- савремени човек, 1100—1700 ³